# Osemkotnik
Ósemkótnik ali s tujko óktagon (starogrško octogōnos < octo - osem + gōnos - ki ima kote) je v ravninski geometriji mnogokotnik z osmimi stranicami, osmimi oglišči in osmimi notranjimi koti.

## Splošne značilnosti
V pravilnem osemkotniku so vse stranice in koti enaki, notranji kot pa znaša 3π/4 radianov, oziroma 135 stopinj. Pravilni osemkotnik je kot vsi pravilni mnogokotniki tetivni in hkrati tangentni mnogokotnik ter zato tudi bicentrični mnogokotnik. Vsota notranjih kotov v preprostem osemkotniku je enaka:
{\displaystyle S_{8}=(8-2)\cdot 180^{\circ }=1080^{\circ }\!\,.}
Njegov Schläflijev simbol je {8}.
Polmer očrtane krožnice:
{\displaystyle R={\frac {a}{2}}{\sqrt {4+2{\sqrt {2}}}}\approx 1,306563a\!\,,}
{\displaystyle R=r{\sqrt {4-2{\sqrt {2}}}}\approx 1,082392r\!\,}
in polmer včrtane krožnice:
{\displaystyle r={\frac {a}{2}}(1+{\sqrt {2}})\approx 1,207107a\!\,,}
{\displaystyle r={\frac {R}{2}}{\sqrt {2+{\sqrt {2}}}}\approx 0,923880R\!\,.}
Dolžina stranice {\displaystyle a\,\!} je:
{\displaystyle a=R{\sqrt {2-{\sqrt {2}}}}\approx 0,765367R\!\,,}
{\displaystyle a=2r({\sqrt {2}}-1)\approx 0,828427r\!\,.}
Razmerje polmerov:
{\displaystyle {\frac {R}{r}}={\frac {\sqrt {4+2{\sqrt {2}}}}{1+{\sqrt {2}}}}={\sqrt {4-2{\sqrt {2}}}}={\frac {2}{\sqrt {2+{\sqrt {2}}}}}\approx 1,082392\!\,.}

## Obseg
Obseg pravilnega osemkotnika z dolžino stranice {\displaystyle a\,\!} je:
{\displaystyle o=8a\!\,.}

## Ploščina
Ploščina pravilnega osemkotnika z dolžino stranice {\displaystyle a\,\!} je:
{\displaystyle p=2\,\operatorname {ctg} \,\left({\frac {\pi }{8}}\right)a^{2}=2(1+{\sqrt {2}})a^{2}\approx 4,828427a^{2}\!\,,}
oziroma s polmeroma:
{\displaystyle p=4\sin \left({\frac {\pi }{4}}\right)R^{2}=2{\sqrt {2}}R^{2}\approx 2,828427R^{2}\!\,,}
{\displaystyle p=8\,\operatorname {tg} \,\left({\frac {\pi }{8}}\right)r^{2}=8({\sqrt {2}}-1)r^{2}\approx 3,3137085r^{2}\!\,.}
Zadnja dva koeficienta omejujeta vrednost števila π, ploščino enotskega kroga.
Ploščina pravilnega osemkotnika je dana tudi z:
{\displaystyle p=d_{2}^{2}-a^{2}\!\,,}
kjer je {\displaystyle d_{2}} razpon osemkotnika, oziroma dolžina druge najdaljše diagonale. Razpon osemkotnika je enak:
{\displaystyle d_{2}={\frac {a}{\sqrt {2}}}+a+{\frac {a}{\sqrt {2}}}=(1+{\sqrt {2}})a\!\,,}
ploščina pa:
{\displaystyle p=((1+{\sqrt {2}})a)^{2}-a^{2}=2(1+{\sqrt {2}})a^{2}\!\,.}

## Konstrukcija
Pravilni osemkotnik lahko skonstruiramo z ravnilom in šestilom. 

## Uporabe osemkotnikov
| V mnogih delih sveta imajo stop znaki obliko pravilnega osemkotnika. | Stikalo                            | Solnica                                                  | Zaboj z osnovno ploskvijo v obliki nepravilnega osemkotnika |
| Pladenj v obliki nepravilnega osemkotnika                            | Dežnik                             | Zvezda Lakšmi ima vrhove v obliki pravilnega osemkotnika | Rimski betonski obok v Rimu.                                |
| Viktorijin križec                                                    | Kupola cerkve Karmravor v Aštaraku |                                                          |                                                             |

| Osemkrako zvezdo, oktagram, s Schläflijevim simbolom {8/3}, očrtuje pravilni osemkotnik. | Racionalni približki pravilnih osemkotnikov, izpeljani iz Pellovih števil. | Ogliščno figuro pravilnega poliedra, velikega dirombikosidodekaedra, očrtuje nepravilni osemstrani zvezdasti mnogokotnik. | Osemstrana prizma ima za osnovni ploskvi dva osemkotnika. |
| Pokritje ravnine s prisekanim kvadratom ima ob vsakem oglišču 2 osemkotnika.             | Prisekani kubični oktaeder ima 6 osemkotnikov.                             | Osemstrana antiprizma ima dva osemkotnika.                                                                                | Penroseov osemkotnik.                                     |